# Gregor Költzsch
Gregor Költzsch (* 4. August 1978 in Ost-Berlin) ist ein deutscher Politiker (SPD). Er war von 2015 bis 2016 Mitglied im Abgeordnetenhaus von Berlin.

## Biografie
Gregor Költzsch studierte nach dem Abitur 1998 Betriebswirtschaftslehre an der Berufsakademie Berlin und schloss das Studium 2002 Diplom-Betriebswirt (BA) ab. Er erwarb 2004 einen Master of Business Administration (MBA) an der Fachhochschule Stralsund. Von 1999 bis 2013 war er bei der Bundesdruckerei angestellt. Er wurde 2014 mit einer Arbeit The external firm environment and firm success: a qualitative study in the German biometrics industry an der Universität Surrey promoviert.

## Politik
Der SPD gehört er seit 2006 an. Von 2011 bis 2015 hatte er ein Mandat in der Bezirksverordnetenversammlung im Bezirk Lichtenberg inne. Er rückte dann für Birgit Monteiro in das Abgeordnetenhaus nach, dem er bis 2016 angehörte.
| Personendaten    | Personendaten                  |
| ---------------- | ------------------------------ |
| NAME             | Költzsch, Gregor               |
| KURZBESCHREIBUNG | deutscher Politiker (SPD), MdA |
| GEBURTSDATUM     | 4. August 1978                 |
| GEBURTSORT       | Ost-Berlin                     |